# Chloe McCarron
Chloe McCarron (* 22. Dezember 1997 in Nordirland) ist eine nordirische Fußballspielerin. Sie steht derzeit beim Glentoran FC unter Vertrag und spielte 2015 erstmals für die A-Nationalmannschaft.

## Karriere

### Vereine
Chloe McCarron spielte zunächst für Jugendmannschaften beim Coleraine FC. Im Alter von 14 Jahren spielte sie dann für Ballymena United, ehe sie nach einer Saison zum Mid-Ulster LFC wechselte.
Anschließend ging sie zum Linfield FC, ehe sie im August 2020 einen Zweijahresvertrag bei Birmingham City unterschrieb. Für den Verein absolvierte sie zwölf Spiele, ehe sie den Vertrag auflöste, um aus persönlichen Gründen nach Nordirland zurückzukehren. Im Juli 2021 wurde sie schließlich vom Glentoran FC verpflichtet.

### Nationalmannschaft
McCarron spielte für die nordirische U-15-Mannschaft, U-17-Mannschaft und U-19-Mannschaft, ehe sie am 8. Februar 2015 bei einem Spiel gegen die schottische Fußballnationalmannschaft der Frauen erstmals für die nordirische Nationalmannschaft zum Einsatz kam. Sie spielte im Rahmen der Qualifikation zur Fußball-Weltmeisterschaft der Frauen 2019 für die Nationalmannschaft und kam bei der Fußball-Europameisterschaft der Frauen 2022 in zwei Vorrundenspielen zum Einsatz.